# Église Notre-Dame-du-Sacré-Cœur du Mas Rillier
Pour les articles homonymes, voir Église de l'Immaculée-Conception.
L'église Notre-Dame-du-Sacré-Coeur, anciennement église de l'Immaculée-Conception, est une église du XIXe siècle située au Mas Rillier, à Miribel, dans l’Ain. 
Elle dépend du groupement paroissial de Miribel, au sein du diocèse de Belley-Ars,  dans la province ecclésiastique de Lyon.
Depuis début 2012, l'édifice est desservi par l'arrêt Mas Rillier centre des lignes 1 et 3 de Colibri.

## Historique

### Construction et première dédicace
Jusqu'à la création de l'église de l'Immaculée-Conception, les habitants du Mas Rillier se rendent soit à l'église Saint-Martin de Miribel, soit à la chapelle Saint-Romain (à l'emplacement actuel de l'église Saint-Romain de Miribel ; dans les deux cas le seul accès est le Chemin de la Vacherie (actuelle Montée de la Grande Perrière) particulièrement difficile d'emprunt l'hiver, en particulier à cause de son fort dénivelé. 
En 1856, les habitants du hameau du Mas Rillier décident de construire à leurs frais, l'église du Mas Rillier. Dès l'obtention des autorisations préfectorale et ecclésiastique (données  respectivement par le préfet Louis-Charles-Emmanuel de Coëtlogon et par l'évêque de Belley monseigneur Chalandon), la construction commence le 6 juin 1856. Elle se termine le 22 septembre 1857.
L'église est livrée au culte le 12 septembre 1858  sous le vocable de l'Immaculée Conception ; elle devient succursale de Saint-Romain en 1862 (par décret impérial).

### Changement de dédicace
Arrivant en 1931, l'abbé Pierre Thomas trouve une paroisse presque sans vie, ravagée par la guerre de 1870 et la tourmente de 1904. Il arrive au Mas Rillier avec une promesse faite récemment aux pieds de la vierge : celle de faire connaître Notre-Dame-du-Sacré-Coeur dans la paroisse dont il serait le pasteur.
Le 5 juin 1932, c'est grande fête dans l'église du Mas Rillier qui devient l'église Notre-Dame-du-Sacré-Coeur. 
L'abbé Thomas, curé du Mas Rillier, fut l'initiateur de la construction de la Vierge et du carillon du Mas Rillier.

## Description
Orientée est-ouest (le chevet à l'ouest et le clocher surmontant le portail à l'est), l'église est en forme de croix latine. Le clocher carré est surmonté d'une toiture à section hexagonale très semblable à celui de l'église Saint-Romain.
L'intérieur compte une (unique) nef de 13 mètres de long sur 7,50 mètres de large, un transept de 14 mètres sur 4,75 mètres et un chœur d'environ 7 mètres sur 7 mètres (y compris l'abside).
En termes de mobilier, la petite chapelle de la Sainte-Vierge compte une reproduction sculptée, en pierre de Lens et mesurant 1,75 mètre, de la Vierge du Mas Rillier. Surtout, on recense un tableau de « Vierge et enfant Jésus » signé Tony Tollet (non daté).

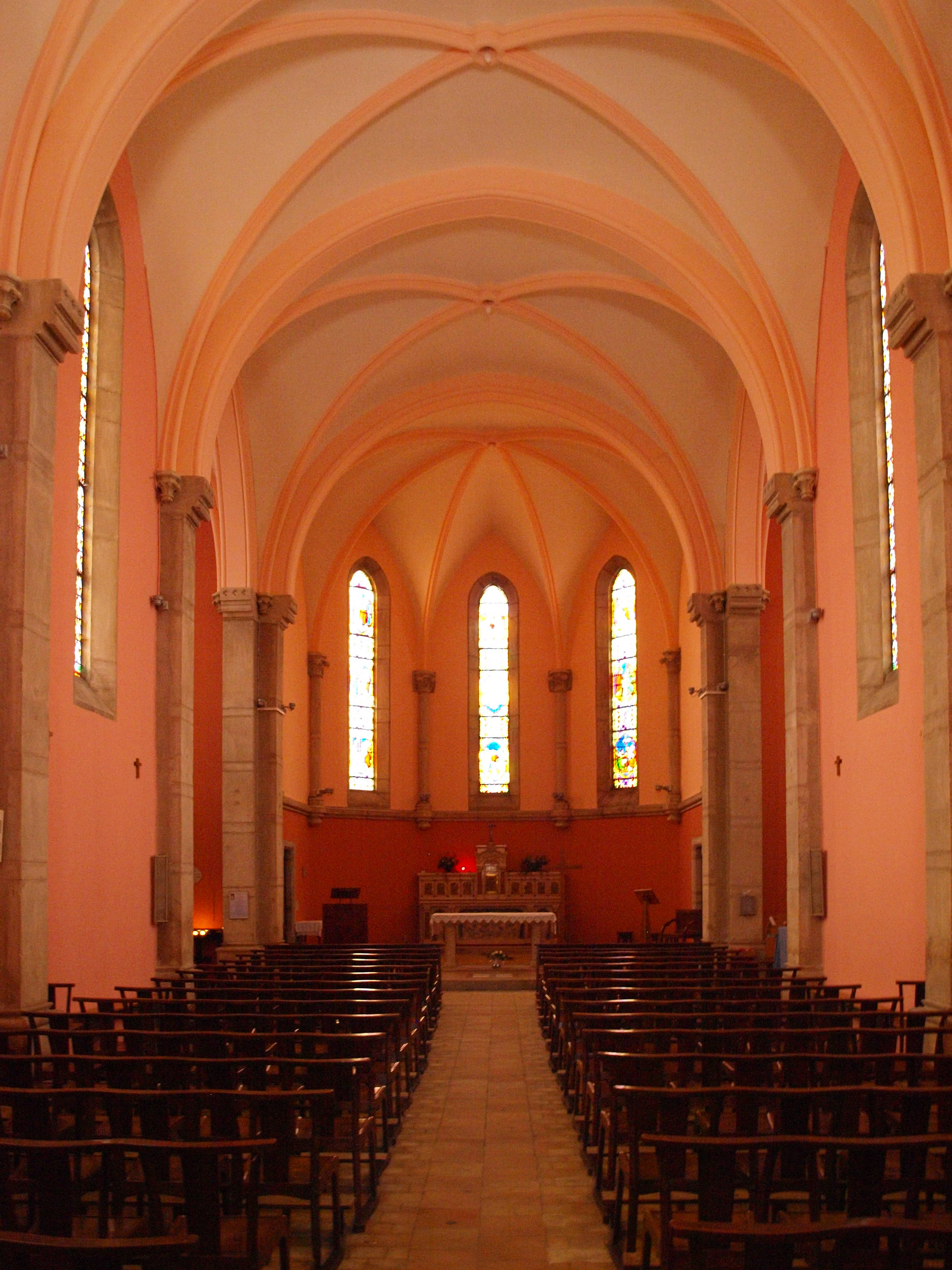
Vue du chœur de l'église.
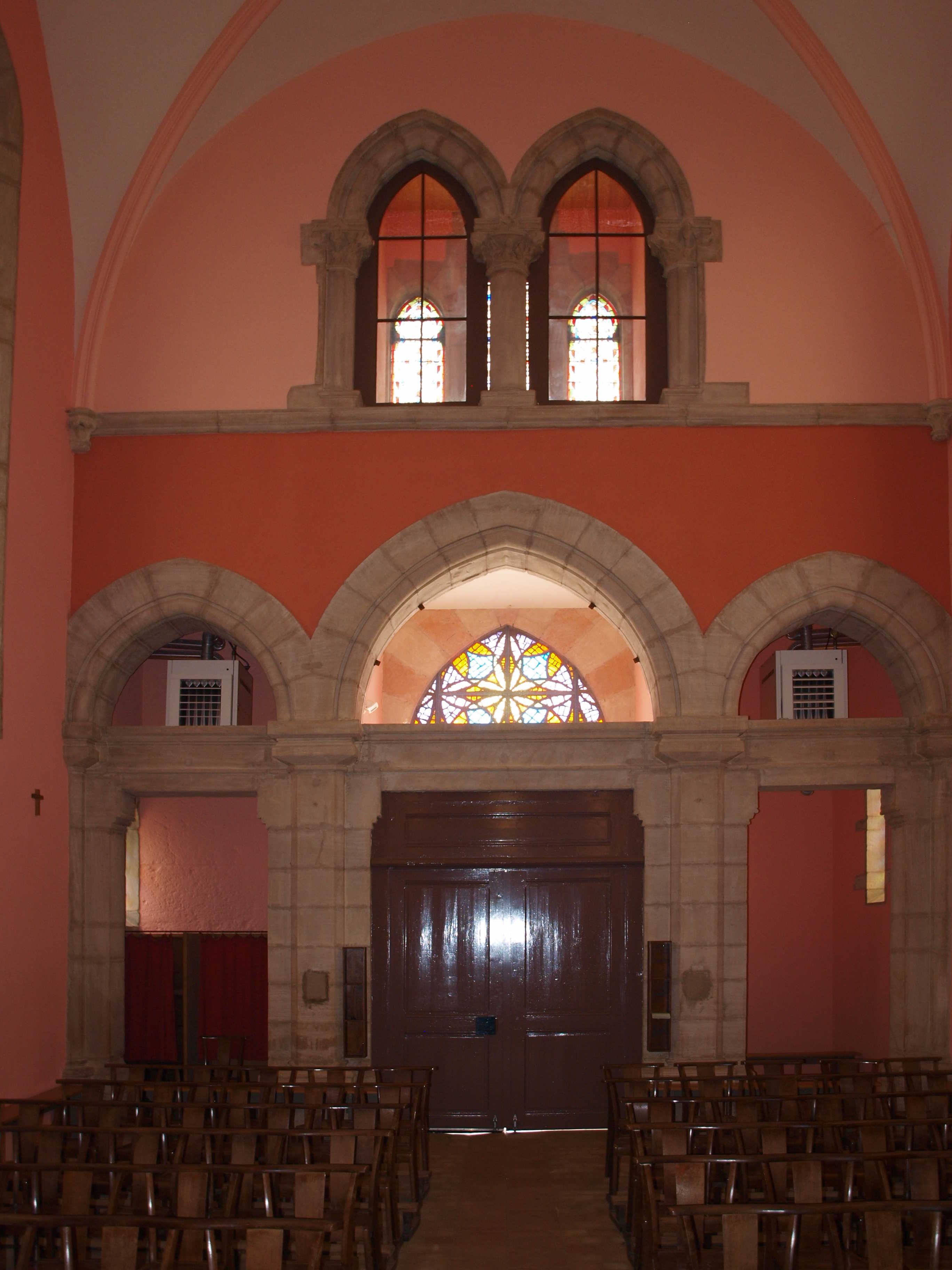
L'entrée de l'église (vue intérieure).
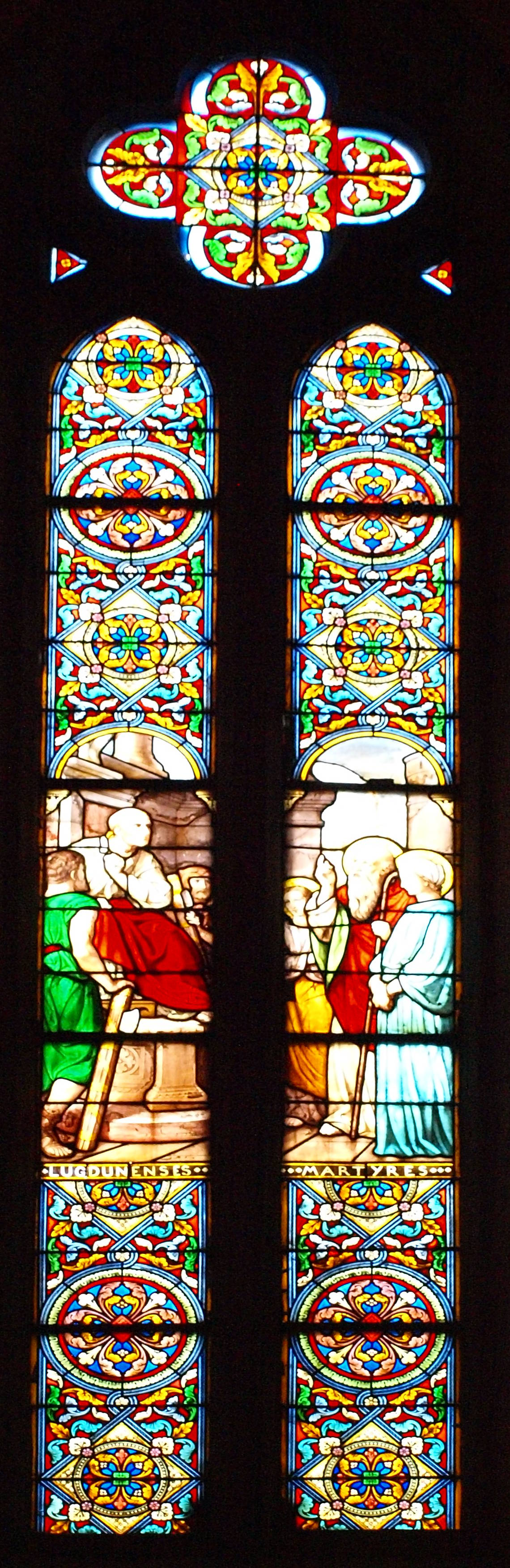
Un vitrail de l'église.